# Pôle d'équilibre territorial et rural du pays de la vallée de Montluçon et du Cher
Le pôle d’équilibre territorial et rural du pays de la vallée de Montluçon et du Cher, précédemment dénommé pays de la vallée de Montluçon et du Cher, est un établissement public succédant à un pays, situé dans le département de l'Allier et la région Auvergne.

## Situation
Le pôle d’équilibre territorial et rural du pays de la vallée de Montluçon et du Cher couvre l'ouest du département de l'Allier ; il correspond approximativement à l'arrondissement de Montluçon et couvre une partie du Bocage bourbonnais, la Combraille bourbonnaise, la vallée du Cher et la région à l'ouest du Cher, le pays de Tronçais.

## Description
- Date de reconnaissance :
- Superficie : 2 189,42 km2
- Population : 115 370 habitants en 2007
- Densité : 53 habitants/km2
- Villes principales : Montluçon.

## Communes membres
Il regroupe quatre communautés de communes et une communauté d'agglomération pour un total de 94 communes.

## Composition
| Communautés                                | Superficie (km2) | Population (2007) | Nombre de communes | Densité |
| ------------------------------------------ | ---------------- | ----------------- | ------------------ | ------- |
| Montluçon Communauté                       | 395,14           | 67 266 hab        | 21                 | 170     |
| Commentry Montmarault Néris Communauté     | 727,96           | 27 188 hab        | 33                 | 37      |
| Communauté de communes du Val de Cher      | 192,27           | 5 421 hab         | 7                  | 28      |
| Communauté de communes du Pays d'Huriel    | 378,46           | 7 153 hab         | 14                 | 19      |
| Communauté de communes du Pays de Tronçais | 495,59           | 8 342 hab         | 15                 | 17      |
| Total                                      | 2189,42          | 115 370 hab       | 90                 | 53      |